# Confederação Geral do Reino da Polônia
A Confederação Geral do Reino da Polônia (em polonês: Konfederacja Generalna Królestwa Polskiego; em francês: Confédération générale du royaume de Pologne) foi um órgão governante do Ducado de Varsóvia criado por Napoleão Bonaparte e pela elite política polonesa no início da campanha de Napoleão contra a Rússia, que foi proclamada como "a segunda guerra polonesa". Assumiu a forma de um sejm (parlamento) confederado. Reunido oficialmente em 28 de junho de 1812,  supervisionou a transformação formal do Ducado de Varsóvia no "Reino da Polônia".
O estado recém-renomeado reivindicou o território anexado pelo Império Russo durante as partições, as chamadas "terras tomadas" ou "país tomado" (em polonês: Ziemie zabrane), que foram formalmente retomadas em julho de 1812. Após a derrota de Napoleão em 1813 e a ocupação russa do Ducado, as conquistas da Confederação foram anuladas na prática.

## Origem
Napoleão apresentou o plano de criar a Confederação em Poznań, em 31 de maio do mesmo ano. Ele consultou o ministro do Tesouro, Tadeusz Matuszewicz, sobre o assunto. Para dar vida aos planos, o rei da Saxônia e duque de Varsóvia, Frederico Augusto I, publicou um decreto em 26 de maio, no qual cedeu seus poderes ao Conselho de Ministros (em polonês: Rada Ministrów Księstwa Warszawskiego), mantendo apenas o direito de nomear e demitir ministros e a influência sobre a lei. O restabelecimento do Reino da Polônia tinha como objetivo fortalecer a aliança na guerra contra a Rússia. E ao fazer isso, o Grande Armée figurou como uma força libertadora, ao entrar nos territórios que haviam sido perdidos para a Rússia. 

## Governo

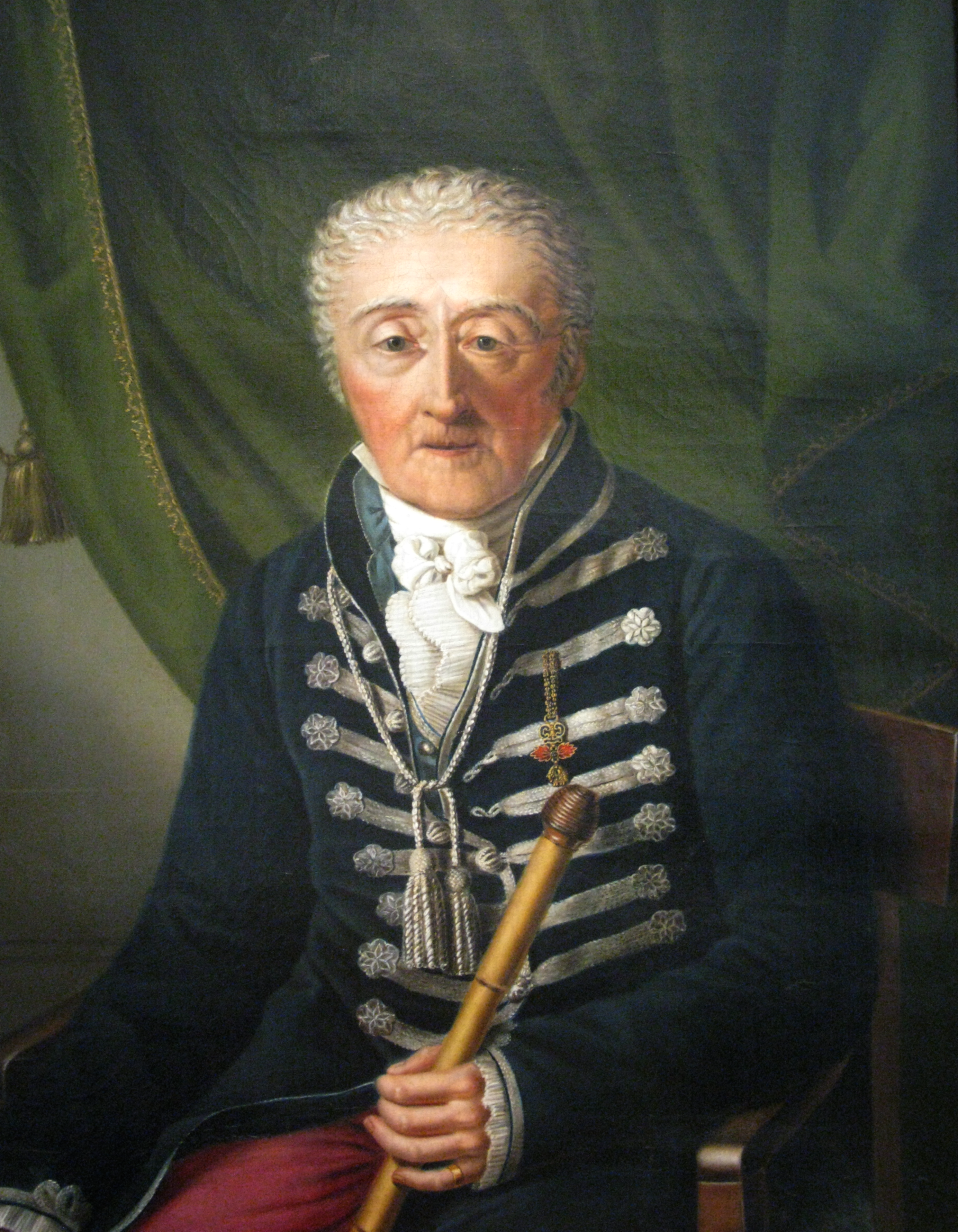
Adam Kazimierz Czartoryski, o Marechal da Confederação Geral

Adam Kazimierz Czartoryski foi nomeado Marechal da Confederação. O poder executivo foi concedido a um órgão denominado "Conselho Geral da Confederação" (em polonês: Rada Generalna Konfederacji, Generalność).  Os membros incluíam: Bispo Jan Klemens Gołaszewski, Kajetan Koźmian, Aleksander Linowski, Antoni Ostrowski, Bispo Karol Skórkowski, Fryderyk Skórzewski, Franciszek Wężyk, Stanisław Kostka Zamoyski, Marcin Badeni, Joachim Owidzki, Franciszek Łubieński.  O ato oficial de formação do conselho foi adicionado à "Métrica da Coroa" (em latim: Metrica Regni Poloniae; em polonês: Metryka Koronna), o registro de documentos, atos e cartas do estado polonês datados desde o século XV, estabelecendo assim uma continuidade entre a Confederação e o reino dividido. 

## Ocupação
A Confederação efetivamente buscou trazer de volta o sistema político da Comunidade Polonesa-Lituana, incluindo seu brasão e cores, branco-carmesim. (Este último foi usado pela última vez pela Confederação dos Advogados). Sua formação foi recebida com grande entusiasmo em todo o país e muitos parlamentos locais reunidos às pressas concordaram unanimemente em se juntar à confederação. 
Em 11 de julho, Napoleão recebeu uma delegação do Conselho Geral liderada por Józef Wybicki. A delegação implorou ao imperador que restaurasse totalmente o Reino da Polônia, mas não teve sucesso. (Napoleão era aliado do Império Austríaco, um dos países que dividiram a Polônia, e portanto não podia se comprometer a devolver nenhum território anexado). 
Após 14 de julho, a Confederação assumiu formalmente o controle administrativo dos territórios russo-lituanos tomados pelas forças napoleônicas. Uma comissão especial foi formada para esse propósito. 
Diante da ocupação da Polônia pelas forças russas, a partir de 30 de abril de 1813, a Confederação cessou suas atividades. 